# Sous-titrage
 (juin 2013).
Si vous disposez d'ouvrages ou d'articles de référence ou si vous connaissez des sites web de qualité traitant du thème abordé ici, merci de compléter l'article en donnant les références utiles à sa vérifiabilité et en les liant à la section « Notes et références ».
« Sous-titre » redirige ici.  Pour le second titre donné à certaines œuvres, voir Titre (désignation).

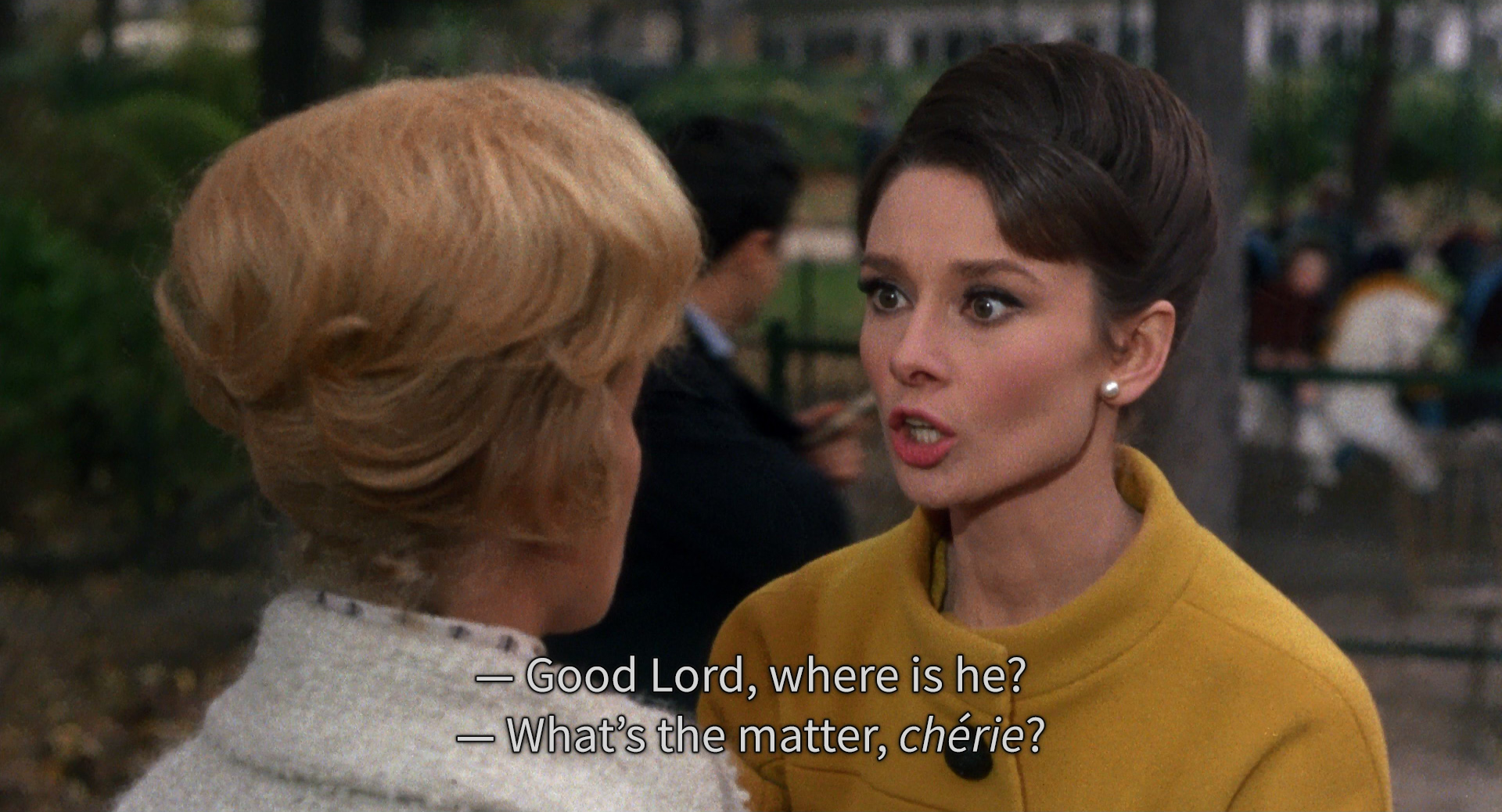
Une image du film Charade, avec des dialogues sous-titrés.

Le sous-titrage est une technique liée aux contenus audiovisuels, notamment cinématographiques, consistant en l'affichage de texte au bas de l'image, lors de la diffusion d'un programme, comme un film. Cette technique qui a d'abord été utilisée pour le cinéma, a ensuite été transposée à la télévision, où elle peut concerner tous types de programmes comme les séries télévisées, les documentaires, les journaux télévisés, etc. Elle s'applique désormais à tous les médias audiovisuels : DVD-Video, Internet, etc. Le sous-titrage est une forme de traduction audiovisuelle qui combine des contraintes techniques, comme la limitation du texte à l’écran, avec le défi d’adapter des références culturelles pour le public cible. Cette adaptation va au-delà de la traduction littérale et vise à rendre le contenu accessible tout en respectant les nuances culturelles.

## Caractéristiques
Le sous-titrage et le doublage sont les deux manières de traduire les paroles dans une œuvre audiovisuelle ainsi que les inscriptions qui apparaissent à l'écran. Le sous-titrage consiste à afficher une traduction, synchrone avec le dialogue, au bas de l’écran ou parfois, comme au Japon, sur le côté. Moins cher que le doublage (il n'y a pas de frais liés aux enregistrements : studio, comédiens, etc.), il est dominant ou seul existant dans des pays dont les langues touchent un public limité (néerlandais, finnois, grec, etc.) alors que dans les pays francophones, le doublage domine le marché de l'audiovisuel. Avec la multiplication des chaînes de télévision et l’apparition de supports comme le DVD, et la diffusion de programmes par des sites de streaming la demande en sous-titrage s’est beaucoup développée au cours des dernières années.

## Description
La traduction sous-titrée obéit à plusieurs contraintes tenant à la lisibilité et à la compréhension supposées chez le spectateur. Elle est déterminée par la rapidité de l’énonciation du dialogue auquel elle correspond et par le découpage visuel du support. Les deux coordonnées du sous-titre sont les suivants :
- le temps nécessaire à la lecture (temps de lecture), estimé très approximativement à 15 caractères par seconde ou, encore plus grossièrement, à une ligne pour deux secondes, une ligne et demie pour trois secondes, etc.
- le nombre maximal de lettres et espaces qui peuvent s’inscrire sur l’écran (justification, comme en typographie) : aujourd’hui, deux lignes de 40 signes chacune pour la pellicule 35 mm, les copies numériques et le DVD, 36 pour les chaînes de télévision, 32 pour le télétexte. Le nombre de sous-titres contenus dans un long métrage varie entre 1 000 et 1 800.

Au début du cinéma parlant et longtemps après, le sous-titre (appelé aussi titre ou intertitre) était censé « résumer » les éléments de dialogue indispensables à la compréhension, d’où l’idée qu’il s’agissait d’une « adaptation ».Par exemple, le dialogue subtil de la comédie américaine (souvent à cause des bons auteurs littéraires ou dramatiques) était donc largement perdu pour le spectateur étranger, au bénéfice de la pure information (souvent sur instructions des studios, qui fournissaient à leurs filiales étrangères un texte prédécoupé et pré-résumé).
Maintenant, la demande des commanditaires et des spectateurs et aussi des traducteurs va plutôt vers une fidélité aussi grande que possible au texte original dans toutes ses nuances et souvent, dans toute sa spécificité, voire sa technicité). Au lieu ou en même temps que de résumer, il est souvent plutôt question d’éliminer ce que le spectateur peut comprendre seul le mot ou la phrase qui double un geste, la répétition en écho.
Il est, bien sûr, impossible de traduire la totalité d’un dialogue (quand c’est le cas, comme pour certains films d’action de Hong-Kong sous-titrés en anglais sur place, le résultat est souvent illisible), mais la tendance à la littéralité progresse, comme d’ailleurs dans la traduction littéraire. Malgré ses contraintes, le sous-titrage peut constituer une traduction plus proche de l’original que le doublage, qui modifie toute la bande-son alors que le sous-titre ne fait qu’entamer l’image. Il est suivi d’un bout à l’autre par une seule personne, le traducteur, alors que sur le plateau de doublage, le texte échappe à son auteur.

### Stratégies de traduction pour le sous-titrage
Les traducteurs utilisent différentes stratégies pour surmonter les défis du sous-titrage. Ils doivent souvent paraphraser ou supprimer des informations non essentielles pour respecter les limites de temps et d’espace. Selon Rosnet et Rancaño, le traducteur doit également s’appuyer sur des indices visuels pour transmettre des nuances culturelles. Par exemple, une image à l’écran peut remplacer une explication verbale dans le sous-titre. Cependant, cela demande une grande créativité et une connaissance approfondie des cultures source et cible.

## Défis du sous-titrage
Le sous-titrage doit respecter des contraintes strictes : seulement 40 caractères par ligne et un temps limité pour l’affichage du texte à l’écran. Cela oblige les traducteurs à condenser les dialogues, souvent au détriment de certaines nuances culturelles ou émotionnelles importantes. Par exemple, comme l’explique Sheila Turek dans une étude sur Inch’Allah dimanche, les éléments linguistiques hybrides, comme les changements entre l’arabe et le français, peuvent être perdus dans les sous-titres, modifiant l’interprétation des relations de pouvoir entre les personnages.

### Défis interculturels dans le sous-titrage
L’un des plus grands défis du sous-titrage est l’adaptation interculturelle. Les références culturelles, comme les expressions idiomatiques ou l’humour, sont souvent difficiles à traduire. Par exemple, Svea Schauffler a montré que les jeux de mots humoristiques dans des films comme Wallace et Gromit nécessitent des choix entre fidélité au texte original et créativité pour préserver l’effet comique. Dans le cas de films multilingues, comme Inch’Allah dimanche, le passage entre deux langues (arabe et français) ajoute une dimension identitaire qui peut être perdue pour les spectateurs ne connaissant pas les deux langues.

## Études de cas
Les études de cas révèlent l’impact des choix de sous-titrage sur la réception par le public. Par exemple, dans "Inch’Allah dimanche", les sous-titres en anglais simplifient les échanges multilingues, ce qui réduit les nuances des relations culturelles et familiales. De plus, les recherches de Svea Schauffler montrent que les spectateurs préfèrent souvent des traductions créatives qui préservent l’effet humoristique, même si elles s’éloignent du texte original.

## Étapes dans le milieu du cinéma

### Repérage
Première étape : le laboratoire procède au repérage. À partir d’une copie du film comportant un time-code (ou TC) et d’une transcription du dialogue, un technicien découpe le dialogue en sous-titres. À l'aide d'un logiciel de sous-titrage, il définit pour chaque sous-titre un point d'entrée (TC in) indiquant le début du sous-titre et un point de sortie (TC out) indiquant la fin du sous-titre. C'est la différence entre ces deux valeurs qui définit la durée du sous-titre et donc le nombre maximum de caractères à la disposition du traducteur.
Ex. : TC in 01:03:27:22 / TC out 01:03:29:15
durée 1 seconde 18 images
nombre de caractères autorisé : 25
Il faut entre un et deux jours pour repérer un film en fonction du nombre de sous-titres.
Pour donner un ordre d'idée, un film normalement « bavard » contient environ 1000 sous-titres.
Un film d'action, environ 800 et un film de Woody Allen, 1500.
Le repérage doit faciliter au maximum la lecture du spectateur et pour ce faire, il est établi en fonction des plans et de leur rythme. À la suite du développement des logiciels de sous-titrage, les traducteurs sont de plus en plus nombreux à faire leur repérage eux-mêmes. C'est un travail technique qui doit évidemment être rémunéré à part et versé en salaires, alors que le travail de traduction est rémunéré en droits d'auteur.
Le traducteur reçoit ensuite du laboratoire un fichier MPEG-1 time-codé, le dialogue numéroté et le fichier informatique contenant toutes les données du repérage.

### Traduction
Vient ensuite l'étape de rédaction des sous-titres, ou de la traduction proprement dite. Aux problèmes communs à tous les traducteurs, viennent s'ajouter les contraintes techniques décrites plus haut, ce qui oblige souvent le traducteur à faire preuve d'une certaine concision et d'une grande clarté, étant donné la vitesse de défilement des sous-titres. L'ensemble doit être fidèle à l'œuvre (niveaux de langue, subtilités de l'intrigue) tout en étant cohérent (tutoiements et vouvoiements entre personnages, pour ne donner qu’un exemple).
Cette phase donne en principe lieu à des échanges avec le représentant du commanditaire (diffuseur, producteur pour des films qui n’ont pas encore de distributeur en France, parfois le réalisateur).
Le fichier retourne au laboratoire pour la troisième étape, la simulation :

### Simulation
Toujours en vidéo, le traducteur visionne les sous-titres tels qu’ils apparaîtront sur l’écran avec un technicien (simulateur ou, le plus souvent, une technicienne, simulatrice), et éventuellement le commanditaire ou son représentant. La simulatrice étant la première spectatrice, son avis sur les sous-titres est important pour la qualité du travail. Même si ce n’est pas nécessairement le cas, tout peut encore être modifié : ultimes corrections du texte, de la disposition typographique ou du repérage (allonger un sous-titre qu’on n’a pas le temps de lire, le raccourcir s’il court sur une hésitation, le dédoubler, etc.). Avant le montage définitif du film, la simulation doit être faite sur une vidéo tirée de l’élément définitif qui sera sous-titré.

### La gravure, incrustation ou packaging
La gravure (film argentique), l'incrustation (vidéo), ou le packaging (cinéma numérique, DVD) est la dernière étape.
Dans le cas du film argentique avec peu de copies, les sous-titres sont gravés sur la pellicule par un système laser, selon les time codes post-simulation définitifs. Le laser a remplacé l’ancien procédé chimique, encore utilisé dans certains pays, où les sous-titres percent une couche de paraffine, et où l’émulsion est brûlée par un acide.
Concernant le film argentique avec un nombre élevé de copies, le procédé laser coûte trop cher et on a recours au sous-titrage optique, les sous-titres étant alors gravés sur une bande noire qui est surimpressionnée à la copie lors du tirage.
Pour le film numérique (DCP), les copies numériques sont des packages de fichiers informatiques, dont certains contiennent les sous-titres. Ces fichiers sous-titres sont chargés lors de la projection dans la cabine de la salle de cinéma par le lecteur D-Cinema qui les interprète et génère leur affichage sur l'image qui est transmise au projecteur numérique.
Dans le cas du DVD-Video ou Blu-ray Disc, aucune opération mécanique d'incrustation n'est nécessaire. Lors d'une phase de fabrication du DVD appelée authoring, on ajoute les pistes de sous-titrage (jusqu'à 32).
La télévision avec sous-titrage télétexte, demande des normes plus contraignantes (40 caractères par ligne, certains caractères sont interdits). Les sous-titres sont diffusés, le cas échéant en différentes langues, séparément de l’image et du son. Il faut alors un décodeur télétexte dans son téléviseur pour visionner les sous-titres (l'incrustation se fait à la réception). Dans le cas d'Arte, qui utilisa le télétexte jusqu'en avril 2016 (date du passage à la HD), la chaine faisait livrer les sous-titres à la norme UER N 19 télétexte niveau 1, y compris ceux qu'elle incrustait à la diffusion dans l'image (incrustations à l'émission).
Pour la télévision numérique avec sous-titrage DVB, la chaîne diffuse les sous-titres codés dans les lignes cachées du signal vidéo numérique (intervalle de rafraîchissement vertical). Ces informations sont lues par l'opérateur de la plate-forme de codage DVB (opérateur de tête de réseau de télévision numérique) au niveau d'un équipement appelé encodeur DVB qui compresse le signal vidéo et audio à la norme MPEG et génère des images des sous-titres qui sont transmises dans une composante du flux DVB résultant. Ces images sont reçues et affichées (ou pas) par l'équipement terminal du téléspectateur (récepteur de télévision numérique DVB).
La diffusion télévisée est maintenant presque uniquement numérique (en 2012 tous les vecteurs européens sont passés au numérique), il suffit d'ajouter autant de composantes de sous-titres dans le flux de données de la chaîne qu'il y a de versions de sous-titres (comme pour un DVD). À la réception le spectateur choisit sa version (pour sourd et malentendant, en français, en allemand, etc.) et le terminal DVB superpose aux images de la vidéo les images des sous-titres. On retrouve la flexibilité du télétexte, avec la qualité des sous-titres incrustés à la diffusion (chaque chaîne étant maître de la typographie, des couleurs, etc.)

### La diffusion en direct
Dans certains cas et pour différentes raisons (coût, disponibilité des copies, etc.), les sous-titres voulus ne sont pas présents sur le support diffusé. On parle généralement de surtitrage pour décrire le fait de projeter des sous-titres supplémentaires en direct. C'est une pratique courante en festival pour des films très récents et dans certaines salles de cinéma accoutumées à la diffusion de films rares ou anciens, difficilement accessibles en version sous-titrée dans la langue nationale.

## Situation du traducteur
La situation du traducteur de sous-titres (commande, délais, paiement) varie énormément en fonction des programmes et de leur destination. Pour le sous-titrage de films destinés à la distribution en salles, le commanditaire est généralement le distributeur, parfois le producteur. Dans ce cas, la transaction se fait sans intermédiaire.
En France, le tarif recommandé par le Syndicat national des auteurs et des compositeurs (SNAC, dont dépendent les traducteurs de l'audiovisuel), est de 4,10 € le sous-titre en janvier 2013.
Dans le domaine du sous-titrage vidéo (séries, programmes de télévision, documentaires, films pour le câble ou le DVD), le tarif recommandé par le SNAC est de (2,95 € le sous-titre en janvier 2013). Depuis une dizaine d'années, les laboratoires de sous-titrage proposent aux diffuseurs (chaînes et éditeurs vidéo) un sous-titrage « clés en main » et présentent des devis englobant le prix de la traduction dans leurs prestations.

## Sous-titrage automatique
Le sous-titrage automatique utilise l’intelligence artificielle générationnelle. Cela permet à faible coût de rendre une vidéo accessible à un plus large public. Ces services de sous-titrages automatiques peuvent être commercialisés par des sociétés comme SubMagic, SubtitleBee, Descript, AutoCaption, HappyScribe, MixCaptions et Voicel.
Des créateurs de VLC envisagent une future option, basée sur des modèles d’IA open source, qui pourrait permettre aux utilisateurs et utilisatrices la génération de sous-titres localement sans Internet.